# 脱察剌
脱察剌（?—?），束吕糺氏，元朝将领。塔不已兒之子。
1254年，其父去世，脱察剌袭职授金虎符、征行万户。1259年，脱察剌率兵渡长江，攻破南宋十字寨。脱察剌命其子重喜随行。重喜率先引弓，射中宋兵，又多斩获。既而与宋兵在洋隘口交战，夺得一艘战舰，流矢中左足，勇气加倍。当时忽必烈驻跸在洋隘口北，亲自慰劳他。脱察剌去世后，重喜袭职。

## 延伸阅读
[在维基数据编辑]
 《元史·卷123》，出自宋濂《元史》